# 菲尔·史密斯 (足球运动员)
菲利普·史密斯（英語：Phillip Smith，1979年12月14日—），出生於倫敦哈羅（Harrow），英格蘭職業足球運動員，司職門將，現時效力英乙球會艾迪索特。

## 生平
菲爾·史密斯加入的青年隊開展其職業生涯，後來因不獲續約而轉投非職業球隊福克斯通恩維達（Folkestone Invicta），又輾轉加入多佛爾競技（Dover Athletic）及馬蓋特（Margate）。他終在克拉雷成為正選球員。
克拉雷在進行內部調整期間將所有球員掛牌出售，菲爾·史密斯是其中一位有參與季前集訓的五位克拉雷球員之一。2006年夏季，菲爾·史密斯經試腳後加盟「知更鳥」。菲爾·史密斯來到史雲頓後便須與同隊的門將彼得·比列蘇雲（Peter Brezovan）爭奪正選上陣的機會。2006年10月14日，比列蘇雲在主場迎戰甘士比的比賽裡手臂受傷，菲爾·史密斯遂得以上陣，其他的比賽都由菲爾·史密斯及比列蘇雲輪流上陣。
自此，菲爾·史密斯的守門能力甚為穩固。在2007年1月27日主場對陣馬爾斯菲之前，菲爾·史密斯獲選為12月英格蘭職業足球員聯會球迷最喜愛的球員，他亦獲續約兩年至2009年，確保了他在球會內的地位。他在2006年至2007年賽季期間頑強的穩健表現並沒有被球迷忽視，他在2007年5月獲選為年度最佳球員。
球會的教練團隊對他的表現很滿意，2007年夏季，他獲得1號球衣號碼。在新球季的第一場聯賽，菲爾·史密斯的表現良好，協助球隊作客以1-1賽和諾咸頓。菲爾·史密斯持續的出色表現使他成為正選門將。10月6日，菲爾·史密斯並以清白之身的狀態協助球隊在主場以5-0大勝基寧咸。10月10日，菲爾·史密斯因傷需休養一個月，無法在客場對維爾港的賽事上陣，也無法在接下來的兩場主場聯賽賽事上陣。
2009年6月16日菲爾·史密斯獲史雲頓提供一年新約，是17名約滿球員中獲留用的4名球員之一。

## 外部連結
- 足球数据库：菲爾·史密斯的球员统计数据